# とんがり帽子のメモル
『とんがり帽子のメモル』（とんがりぼうしのメモル）は、1984年3月3日から1985年3月3日まで、朝日放送と東映動画の共同製作により、テレビ朝日系列で放送されていたテレビアニメである。全50話。
開始当初は土曜19時枠で放送されたが、1984年秋の番組改編で日曜8時30分枠に移動となった。この作品以後、テレビ朝日系列日曜8時30分枠は、朝日放送の制作による東映アニメーション枠として、現在まで定着している。
本作以前、東映動画によるテレビ朝日系列のアニメ番組は、『佐武と市捕物控』の一部の話を除き、全てNET（日本教育テレビ）→テレビ朝日の制作だったため、テレビ朝日以外の系列局が全話を制作したのは初めてだった。また、朝日放送にとっても、TBS系列時代を含め東映動画との共同制作は初であり、それまで番組制作面で一時疎遠になっていた東映グループとの関係が恒常的に生じることになった。
1985年3月16日には映画が公開され、1985年7月21日にはOVAも発売された。

## 概要
前述の通り、2023年現在も続く朝日放送の日曜8時30分枠アニメーションの第一作となった作品で、土田勇、名倉靖博らがまるで絵本の中から飛び出したような舞台やキャラクターを産み出した。作画監督には姫野美智や只野和子などが名を連ねる。
ストーリー自体もフランスとスイスの国境近い場所に不時着したリルル星人（姿形は10センチ前後の小人）と地球人の触れ合いを描いたオーソドックスでハートウォーミングなものになっており、大人へも郷愁を煽るものとなっている。また基本的に、根っからの悪人は出てこない。シリーズ構成は雪室俊一、演出は主に佐藤順一が手がけた。
作品のメインターゲットは小学生以下の低年齢層であったが、中学生以上を対象とするアニメ雑誌でも複数回にわたって記事が掲載され、何度か表紙も飾った。放映終了直後にはこの時間帯のテレビアニメとしては珍しく、歌を含まないサウンドトラックのLPレコードがリリースされた。
終了20周年を迎えた2005年からレコードの再発、原画集などが相次いでリリースされ、11月にはDVD-BOXが発売された。この中には渡辺が約20年振りに吹き込んだメモルのコーションメッセージが収録された。

## あらすじ
中部ヨーロッパの山中にあるベレヌ村。そのベレヌ村の湖に浮かぶ小さな島に世界一小さな村、リルル村はある。宇宙船の事故で地球に不時着したリルル星人の住むところだ。リルル星人たちは身長10センチ前後で、皆がとんがり帽子をかぶっている。
リルル村に住むメモルはとっても元気でおしゃまな女の子。両親のいるリルル星に帰る日を夢見ながら、毎日友達のポピット、ルパング、ピーとともに元気に遊びまわる。ある日鷲に襲われた小鳥を助けようとして湖の対岸に迷い込んだメモルが見たのは自分たちと同じ姿形、でも何十倍も大きい女の子がピアノを弾く姿だった。
メモルたちがはじめて見た地球人、マリエルは病弱で孤独な女の子。病気療養のためにベレヌ村の山荘を訪れていたのだった。メモルはマリエルと友達になり、その中でとても大切なことをマリエルに伝えてゆく。

## 登場人物

### 主人公
メモル
声 - 渡辺菜生子
本作の主人公。リルル星人の女の子。実年齢は24歳だが、地球年齢に換算すると外見通り5〜6歳と言ったところ。おしゃまでおてんばな性格。マリエルと出会い、彼女と種族や体の大きさの違いを超えた深い友情を築いていく。
マリエル・ルグラン
声 - 安田あきえ
準主人公。リルル星人の存在を最初に知った地球人の女の子。14歳。ピアノが得意だが、サンロアーヌ芸術学院を喘息の療養のため休学中。家族愛に恵まれず、孤独な魂を抱える。メモルとの出会いや交流によって、それまで抱えていた孤独感が解消され、体も元気を取り戻していく。

### リルル星人

#### メモルの友達
ポピット
声 - 川島千代子
リルル村の男の子。男気にあふれる性格であり、幾度かメモルを身を挺（てい）して守っている。
ルパング
声 - 沢田和猫
リルル村の男の子。お調子者の性格。マリエルに好意を寄せている節がある。
ピー
声 - 西原久美子
リルル村の男の子、ルパングの弟。よく兄の言葉を反復したり、もじった単語で返事をしたり、秘密にすべきことを喋ってしまったりする。

#### リルル村の大人たち
リル・リルル
声 - 宮内幸平
メモルの祖父。リルル村の村長。362歳で、メモル曰く地球人に換算すると68歳。孫のメモルを暖かく見守る。
今までに一度も間違ったことを言ったことがないとメモルが断言しているほど物知りかつ、思慮深く村人たちから尊敬されている。
バーバラ
声 - 桂玲子
メモルの乳母。メモルのことをお嬢様と呼び、リルル星にいる両親に成り変わり時に厳しくしつける。
かつて慕っていた人がいたものの、長い間失恋を引きずったため未婚である。
リュックマン
声 - 古川登志夫
リルル村の青年。自称「旅人」で、いつも野宿をしている。しかし、旅の支度ばかりで、本格的な旅はリルル村からサンロワーヌへ向かう旅が初めて。
メモルたちリルル星の子供の味方であり、メモルたちの相談に乗っては知恵を貸し、仲違いの仲裁をする。時には怖いもの知らずのメモルたちを戒めようとする大人たちに協力することもあるが、真相を子供たちに話した上で教え諭す。
フォルテン
声 - 永井一郎
ポピットの父親。音楽家で、バイオリンを弾くのが得意。
楽器も作るが音色が気に入らないとすぐに壊してしまうため、その頻度からメモルからは楽器を壊すのが仕事とまで言われてしまっている。
トリローネ
声 - 屋良有作
ルパング、ピーの父親。代々泥棒であるトリローネ家13代目で、自称「怪盗」だが、まともに物を盗んだことはない。
泥棒家系への誇りが高く、長男のルパングを14代目としている。家系図や泥棒時の正装、虫歯が危機を知らせるという習わしなどが伝わっている。
コロンパス
声 - 塩屋浩三
リルル村の発明家。変な発明でトラブルを起こすことが多い。
ガラゴン
声 - 田の中勇
リルル村の情報屋、道化師を思わせる格好をしている。リルル村になにかあれば、メガホンでリルル村中にニュースを知らせて回る他、行事では司会進行役を務める。
後述のミモザとの結婚後は甘い新婚生活を送っているのか、新婚であることに燥いでいるようすが描かれる。
ミーサ
声 - 潘恵子
機織り上手の若い女性で、メモルたちから姉のように慕われている。百年経っても綻びず、破れない、燃やされると色鮮やかな煙が上がるミーサ織りと呼ばれる特殊な織物を織ることができ、その技術はまだ地球人には確立されていない。
メモルに頼まれてメモルとマリエルとで色違いの揃いのポシェットをこさえている他、マリエル以外の人間を欺くためメモルの身代わりとなる等身大の人形も作成している。コロンパスとは相思相愛。
マリオン
第7話に登場した占い師だが初登場時はガルダであった。
樹の葉を花占いの要領で千切って占うために結果が出るまで2、3日かかってしまうがその結果は実現する。45話にも再登場した際は三日三晩葉を千切り続け、リルル星への帰還を占う。
センチ
声 - 島田彰
第11話に登場、リルル星で七色の声で知られた芸人。
長老や、トリローネ、フォルテンの声を真似られる他、父を恋しがるマリエルを励まそうとするメモルに協力を求められ魔法のオルゴール役を買って出て、マリエルの父の声を出す。その名の通りセンチメンタルな男で、リルル星に残した娘のことを思うと泣き出してしまう。
ミモザ
声 - 山本百合子
帽子作りの職人、金髪碧眼の若いリルル星人の女性。
リュックマンが思い慕う女性で、村はずれに暮らす彼女に聞かせるためにハーモニカを奏でていた。メモルたちが早合点しリュックマンと結婚すると思われていたが、彼女はガラゴンと相思相愛で冬に彼と結婚する。45話では行事の進行役であるガラゴンに寄り添う様子が描かれる。

### 地球人

#### ルグラン家の関係者
マリエルの父
マリエルやペネローペの話にのみしか登場しないが、11話では電話越しに声の出演を果たした。高価な宝石や洋服、本を購入してはマリエルに送っているがマリエルに直接会いに来ることはない。冬にはコートダジュールに別荘を購入している。
ペネローペ
声 - 山口奈々
マリエルの家庭教師で十歳の時から共に生活をしている。マリエルの父にマリエルの教育の一切を任されている他、マリエルの身の回りの世話も任されており、他の使用人たちよりも上の立場にある。
マリエルの躾は厳しく、他の使用人との交流を禁じ、マリエルの生活のすべてを自分の定めた規律どおりに縛りつけようとする傾向がある。メモルは愛情深いバーバラと彼女を比較し、マリエルへの高圧的な態度に憤慨しており、メモルたちはいじわる家庭教師と呼んでいる。しかし、他者に厳しい一方で自分自身により厳しくありたいと考えている。
部屋に多くの時計があり、そのベルの音でマリエルの起床や就寝、食事の時間を管理している。また潔癖症で、少しでも汚れた物は燃やしてしまう。一年間の感謝からジョルジュやマーサに手編みのベストをプレゼントしている。
ジョルジュ
声 - 塩屋浩三
マリエルが暮らすベレーヌ村の山荘の使用人。白髪の高齢の男性で髭を蓄えている。山荘の隣にある小屋で生活している。
ペネローペによってマリエルとの交流を禁じられているが、マリエルを慮っており、マリエルの味方となってくれる。射撃の腕に自信があるが、ペネローペがボーボーを射殺すよう命じられた後、ボーボーを殺さずにやりすごすことをマリエルに約束する。
マーサ
声 - 飯塚はる美
マリエルのベレーヌ村の山荘のメイド。マリエルへの料理は彼女のお手製であり、小食のマリエルが食べきれない分をもらうメモルたちから絶賛されている。
マリエルの父がコートジボワールに新しい別荘を買った時に雇われたメイドはマーサとは別人である。

#### サンロアーヌ芸術学院の関係者
オスカー
声 - 永久勲雄
夏休みにベレーヌ村の山荘にやって来た宇宙人マニアの少年。リルル星人の存在を2番目に知った人物。サンロアーヌ芸術学院美術科の生徒でもあり、絵の才能がある一方、音楽の才能はない。
彼の自転車は油を注していないため、ギコギコ音がする。部屋には昆虫の標本が沢山ある。
グレイス
声 - 白石冬美
サンロアーヌ芸術学院ピアノ科の生徒。オスカーの幼なじみで親が決めた婚約者同士。心の底からオスカーを愛している。マリエルにオスカーが奪われてしまうという強迫観念から、夏休み中も学院に通っている間も何かとマリエルにきつく接し、時には学友達と共に酷い虐めを行なっていた。
しかし、事故で一時的に記憶喪失になった後、穏やかな心を取り戻し、オスカーと結ばれ、マリエルに対しても次第に優しくなっていった。
リルル星人の存在を3番目に知った人物であり、最終回ではリルル星人達をリルル星へと帰すために奮闘する。
シンシア
声 - 三浦雅子
サンロアーヌ芸術学院バレエ科の生徒。虐められていたマリエルに最初に声をかけた人物、プロのバレリーナを志している。
実家は酪農家で、去年の一月に弟のルーが生まれるまで一人っ子であった。才能が伸び始めたことを実感し、バレエに熱中していたが、その一方で学業を疎かにしてしまったことを舎監の先生に注意される。働き者であり、母親が不在の時は実家に戻って家事手伝いをし、冬休みの間はおじの営むペンションでアルバイトに勤しんでいた。
物語終盤ではスキーの途中で足を骨折し、落ち込んでいる際にリュックマンのハーモニカに勇気づけられたことが描かれている。しかし、彼女はリュックマンがリルル星人だと知ることはなく、メモルのこともオスカーが作ったロボット人形だと思い込んだままだった。
セシル
サンロアーヌ芸術学院の生徒、グレイスの取り巻き。青みがかった黒髪を三つ編みおさげにした少女。グレイスと共にマリエルを虐める。名前が明らかになったのは35話。
ジル
サンロアーヌ芸術学院の生徒、グレイスの取り巻き。赤みがかった茶色の癖毛の少女。グレイスと共にマリエルを虐める。37話で名前が判明。
舎監
声 - 中谷ゆみ
サンロワーヌ芸術学院の舎監である女性。マリエルが無断でジミーを倉庫に匿ったことに対し退学処分を言い渡す。厳しくも優しい人物であり、罰である授業後6時間のレッスンをやり遂げたマリエルを褒めている。また、生徒達には芸術分野の技術のみならず、学業も収めるべきという考えを持つ為、バレエに熱中し過ぎていたシンシアを諌めている。
院長
声 - 増岡弘
サンロワーヌ芸術学院の院長。マリエルのピアノの演奏を聴き、彼女の退学処分を取り下げる。動物嫌いで有名であり、ジョジョが傍に来ると奇声を上げて追い払おうとするが追いかけ回される。
院長室にて睡眠学習で外国語を勉強している他、不自由な体を克服した画家･ロートレックの絵を好んでいる。
事務員
サンロワーヌ学院の事務員、無口な高齢の男性。マリエルやオスカーの元にかかってくる、保護者を語ったリルル星人達からの電話に怪訝な表情を浮かべるが、マリエルの声が出ないことを知るや、シンシアに南天の薬を託す。
クラーク先生
声 - 矢田耕司
29話に登場。サンロワーヌ学院の医者。ホームシックにかかった生徒に精神安定剤などを処方し、親しい人との会話を楽しませるなど、精神的なケアを施す。芸術学院の生徒でありながら怪我ばかりするオスカーに手を焼いている他、マリエルを疑い陥れようとしていたグレイスを病人と診断して脅かしている。
34話にも登場しており、ミッシェルは甥に相当する。

#### その他の地球人
ジミー
声 - つかせのりこ
24話、25話のゲストキャラクター。サンロワーヌ行きの電車に乗っていた家出少年。家出の常習犯でサンロワーヌに到着早々に警察官に保護されるが、彼のリュックに紛れ込んでいたメモルはマリエルと擦れ違うこととなる。その後、紆余曲折を経てマリエルに頼み込み、サンロアーヌ芸術学院の寮の倉庫に匿ってもらっていたが、そのことが原因で、マリエルは退学の危機となる。
バート刑事
ジミーを捕まえたサンロワーヌ警察署の刑事。当初は名前がなかったが、33話で再登場の際に名前を与えられた。
オスカーの母の知り合いで、休暇でベレーヌ村の近くにいたため、オスカーの山荘でのポピット達による電話使用の謎の究明を頼まれる。
野菜の運送者達
声 - 塩屋浩三
トラック運送者の2人組、大柄の男と小柄な男。オハヨーくんを保護し、サンロワーヌ芸術学院へ送った。また、オスカーが白鳥の湖へ向かう際も彼を乗せて行き、モニカの元へと母のルイサを送り届けている。
F･ベルナール先生
声 - 富山敬
28話に登場。「少女の祈り」という曲を作ったサンロワーヌ学院の生徒達の憧れの音楽家、オスカーと知己の仲。フルート奏者であるが、貧しさからフルートを手放した過去を持つ。教会に隣接する白い屋根の家に暮らしている。ぶどうパイが大好物。
48話に再登場。オスカーがグレイスと結ばれ、塞ぎ込むマリエルの元へと現れ、彼女を山へドライブに誘う。実はオスカーに頼まれ、マリエルの心を開くためにやって来たベルナールは、マリエルと二重奏で「少女の祈り」を奏で、最後は共にオスカーに会いに行く。
ミッシェル
声 - 堀絢子
サンロワーヌでメモルが遊びに行った森で出会った、綺麗な瞳を持つ目の見えない少年。母（梨羽雪子）と暮らす。盲目故にメモルが小さいということに気付かず、人間の女の子と思い込んでいた。森を熟知しており、秘密の芝生と呼ぶ場所へとメモルを案内し、毎日会うようになり、メモルは恋に落ちる。
ミルワースの病院で目の手術を受けて成功するが、メモルには手術は失敗したと嘘をついて別れを告げる。メモルの正体に気付いても他言はせず、大切に胸の中へしまった。
モニカ
声 - 三輪勝恵
白鳥の湖と呼ばれる湖の傍に祖父と暮らす5歳の少女。白鳥が到来する頃に帰って来るという母を待ち続けている。
モニカの祖父
声 - 八奈見乗児
3年前の事件により、村外れへと引っ越し、孫のモニカと2人暮らし。衰弱しきっており、己の死期を感じて遺書めいたものをしたためたが、その手紙をメモルがマリエル達の元へと送ったことで回復する。
ルイサ
声 - 中谷ゆみ
モニカの母、29歳。3年前の冬に、村にて発生した泥棒騒ぎで嫌疑を掛けられ、居辛さ故にパリに仕事に出掛けていった。秋に帰って来る予定。
ルー
声 - 鈴木富子
シンシアの弟で、去年生まれたばかりの赤ん坊。寮に長期滞在中の姉にあまり懐かない。
父親（声 - 佐藤正治）が仕事中、祖母の病気のぶり返しで母親が不在の中、帰省したシンシアがルーをあやすために人形と思い込んでいるメモルを借りることとなる。ルーはメモルを気に入っているが、まだ幼い故に力加減ができず、メモルを困らせる。
シンシアのおじ
シンシアのおじ、ベレーヌ村にあるペンション村にて、ジャクソンペンソンを運営している。冬休み中、姪のシンシアをアルバイトとして雇う。
泥棒
長髪にサングラスとヒッピーを思わせる格好をした男。ベレーヌ村近くの町でオスカーのナップザックを盗み、バイクで逃走する。ナップザックにはポピット、ルパング、ピーが隠れており、彼らを人形と勘違いした泥棒はシンシアのおじにナップザックごと売りつけて逃げる。

### 動物たち

#### ペットたち
ワタポコ
リルル星のペット。名前の通り白い綿毛のような生き物で、ピポピポと鳴く。メモルの手の平に乗るほどの大きさ。メモルの家のペットだが、よく住人に踏んづけられてしまう。ポピットの家のペットと寄り添う所をメモルはデートと捉えている。
ジョジョ
声 - 沢田和猫
マリエルの暮らしているベレーヌ村の山荘の近くの別の山荘で飼われていた白い毛長の猫、首に赤い蝶ネクタイを付けている。飼い主に捨てられた後、マリエルが保護し可愛がっている。
メモルたちリルル星人の天敵であるゴロニャンとそっくりだが、メモルたちにじゃれ付くが食べようとはせず、時にはペネローペからメモルの正体がばれないよう取り計らう。度々メモルたちを追い掛け回しては部屋中をかき乱すためペネローペからは毛嫌いされている。
舞台がサンロアーヌに移った後は、オスカーによって芸術学院に連れてこられた。以降は学院内で生活しており、メモルを背に乗せ彼女を運んだり、動物嫌いの院長を追い掛け回している。
　ハト
第8話でボーボーが見惚れていた白いハト。同じハトかどうかは不明だが第20話に登場したハトはジョルジュが飼っていた伝書鳩であり、一本杉の女王に襲われかけるがメモルの活躍によって無事に手紙を送り届け、最終的にマリエルに飼われることとなる。
ラルフ
オスカーのペットの大型犬。チョコレートやクッキーなどの甘いものが好きな甘党。メモルの匂いを嗅ぎつけたり、メモルがコロンパスに頼んで作ってもらって高周波数の笛の根を聞くことができる。

#### 森の動物たち
ボーボー
齢を取ったミミズクで、メモルがシャボン玉パラソルを振ると呼び掛けに応えて現れ、メモルやポピット達を乗せて空を飛ぶ。メモル達は、その見返りに食事をボーボーに差し入れする。臆病な性格で、ペネローペの所為で銃声に驚き、恐怖のあまり塞ぎ込んだこともある。高齢の所為か、それともメモル達に付き合っているためか、昼夜が逆転して夜には眠くなり、夜目が効かないため、日が暮れると飛べなくなる。
バオバオ
ボーボーより小柄なフクロウ。ボーボー同様にメモル達を乗せることもあるが方向音痴で、単独で飛ぶと、あらぬ方向へ向かう。その方向音痴のお蔭で、メモルは森で迷っていたマリエルと会えたこともある。
ルパングとピーは当初は青い鳥に乗ってマリエルの元へと向かっていたが、途中からはバオバオやボーボーに乗るようになった。
一本杉の女王
気の荒いことで名高い鷲で、リルル星人達のみならず、森の小動物達から恐れられている。第1話ではリュックマンが面倒を見ていた小鳥達の母親を追いつめ、母鳥の救出に向かったメモルとポピットに襲い掛かった。この出来事がメモル達が最初の地球人、マリエルを見かけるきっかけとなる。
第8話で再登場した際は、卵を産んだばかりで、より気が張っており、メモル達は女王が持ち去ったマリエルのペンダントを取り返すために奮闘することとなる。
第20話では卵が孵り、巣に他の動物達が雛に近付かない様、これまで以上に乱暴に振舞っていた。ジョルジュに銃で撃たれたがメモルの治療で助かったため、お礼としてメモルをマリエルの元へと送り、後日メモルが落としたシャボンパラソルを届けている。それ以降リルル星人に協力的で、第23話ではポピット達を乗せて運んでいた。
オハヨーくん
その名の通りオハヨーとしか鳴けない九官鳥、リュックマンが命名。リュックマンがメモルに山ぶどうを届けるための旅の途中に出会う。人間によって羽を切られてしまっているため、飛ぶことができない。リュックマンの機転により、リルル村の荷物と共に学院のマリエルの元へと送られる。

## リルル星、リルル星人について

### リルル村
リルル星人たちが宇宙船で旅に出掛けている途中、ゴロニャンの髭によってエンジントラブルを起こし、地球に不時着。アルプスの麓の人里離れた場所にある名前のない湖に浮かぶ小さな島に不時着し、島にリルル村を作る。第一話における冒頭ナレーションによれば村民246人である。
住居は森の外観に溶け込むためか、リルル星の住居と似せているのか傘の高いキノコのような意匠のものが多い。
島の中央には大きなモミの木が一本生えており、クリスマスにはそれを飾り付ける。
村長はメモルの祖父、リル･リルルで彼や大人たちが村の掟を定めているが、大人たちの決定に異を唱える者が現れる時には『自由のロープ』と呼ばれるロープを使い、綱引き勝負で可決否決を問う。これは綱を引く力を加減することで、見かけの人数通りではない結果となる場合がある。脚本の雪室俊一のアニメ雑誌でのコメントによると、この設定のアイディアは、当時田中角栄がロッキード事件で有罪判決を受けながら選挙ではトップ当選したことから思いついたという。「あそこ（田中の選挙区）に住んでると、田中さんの悪口を内心は思ってたとしても言えないでしょ。（中略）1つの世界があったらやっぱりそこにも同じように「本音」と「建前」があるわけです。それを絵的に表してみたのが、あの「つな引き」なんですよ。表向きは田中派についているんだけど、全然力を入れないとかね。」

### リルル星人の習慣、文化
リルル星人は皆、とんがり帽子を被っており村長のリルル曰く命の次に大切なものであり、ヘルメットのような役割を果たしており落下物から頭部を守るためのものである。
ゴロニャン（小さな動物やリルル星人が大好物）と呼ばれる地球における猫に相当する動物が大敵であり、リルル村の子供達は毎朝ゴロニャン体操と呼ばれる訓練、くすぐられても死んだふりを続ける練習を行っている。
リルル星人たちの言語は地球人であるマリエルたちでも解読できる。
地球に来る以前からなのかは不明だがクリスマスを祝うという概念がある他、一年の感謝の気持ちを告げる『ほほえみがえし』という行事が年末にある。結婚の際には「愛のキューピット」と呼ばれる仲人役に選ばれた小さな男の子と女の子の前で新郎新婦が永遠の愛を誓い、新郎は金のハートを、新婦は銀のハートを互いに交換し合うという習わしがある。
長さの単位はリルールであり、リルル星人の十倍の背丈を持つ地球人をコロンパスが150～160リルールと考察した。重さの単位はルリル、卵の重さを300ルリル、君を78ルリルとコロンパスが推察している。

### リルル星人の身体的特徴
血液型の分類は地球人のものとは異なり、クローバー、ダイヤ、ハート、スペードという分類に加え、PQH、POHと続く。村長のリルルとリュックマンはクローバーPQH型と呼ばれる、千人に一人しかいない珍しい型であり、マリエルは地球でいう所のRH-のようなものと推察している。
小さいながらも驚異的な跳躍力を有する他、聴覚に関しては地球人よりも高い周波数も感知できる。
地球人同様に、はしかやおたふくかぜ、白血病などの病気を持つが、大抵のリルル星人は全員病気に対する処置を熟知している為、病気中に世話をする看護婦という職業の概念を持たない。
また、メモルのような清らかな女の子の涙は『命の水』と呼ばれ、驚異的な治癒能力があり、一度死亡したマリエルは、そのおかげで息を吹き返し、最終回で死にそうになった際もメモルの『命の水』で助かっている為、二度目で効果が薄れるといったことはない模様。

## スタッフ
- プロデューサー - 鍋島進二（朝日放送）、荻野宏（旭通信社）、籏野義文（東映動画）
- シリーズ構成 - 雪室俊一
- キャラクター原案 - 名倉靖博
- 音楽 - 青木望
- キャラクターデザイン - 鈴木欽一郎
- 美術デザイナー - 土田勇
- 美術 - 土田勇、坂本信人、伊藤岩光
- シリーズディレクター - 葛西治
- 製作担当 - 横井三郎
- 小道具デザイン - 鈴木郁乃
- 特殊効果 - 岡田良明、石橋康全、中島正之、橋本由香里
- 撮影 - 池上元秋、佐野和広
- 編集 - 望月徹（タバック）
- 録音 - 池上信照（タバック）
- 効果 - 大平紀義（E&M）
- 選曲 - 宮下滋→渡辺恭野（ビモス）
- 演出助手 - 佐藤順一、貝沢幸男、岡佳広
- 製作進行 - 岡佳広、新井正彦
- 演助進行 - 貝沢幸男、岡佳広
- 美術進行 - 杉本隆一→北山礼子
- 仕上進行 - 岩井隆央→松坂一光
- 記録 - 樋口裕子
- 現像 - 東映化学
- 制作 - 朝日放送、旭通信社、東映動画

## 主題歌・挿入歌
オープニング曲の作詞は声優のTARAKO、エンディング曲「優しい友達」の作曲は小林亜星、歌唱はどちらも山野さと子である。山野はこれ以外にも度々劇中で披露される「しあわせいくつ」や一話のエピソードのためだけに作られた「金の星ふります」など、多くの曲を歌っているが、この二曲はアニメソングとしては珍しい3拍子である。

### オープニングテーマ
「とんがり帽子のメモル」
作詞 - TARAKO / 作曲 - 古田喜昭 / 編曲 - 青木望 / 歌 - 山野さと子

### エンディングテーマ
「優しい友達」
作詞 - 佐藤ありす / 作曲 - 小林亜星 / 編曲 - 青木望 / 歌 - 山野さと子
1話から28話では春から夏を歌った1番の歌詞、29話から最終話までは秋から冬を歌った2番の歌詞が歌われる。エンディングテーマの映像には1番では実写のジオラマ、2番ではイラストが使われている。

### 挿入歌
「ゴロニャン体操のうた」（登場話：1,8,12,14,38,48）
歌詞 - 雪室俊一 / 作曲 - 青木望 / 編曲 - 青木望 / 歌 - 永井一郎
作中ではフォルテンが作詞作曲した歌ということになっており、リルル村の毎朝のゴロニャン体操でフォルテンが歌うのだが、14話ではフォルテンの代わりにガラゴンが歌うと、子供達はフォルテンの方が良いとゴネてしまった。
第8話ではポピットが一本杉の女王の気を逸らすために歌っている他、12話ではマリエルのピアノに合わせてメモル達が2番の歌詞を歌っている。
サンロワーヌからメモルが帰って来ることに浮かれた村長のリルルが歌っている他、48話の冒頭でも歌っている。
「メモルのあそびうた」（登場話：10,17,36）
歌詞 - 雪室俊一 / 作曲 - 藤原いくろう / 編曲 - 田中幸平 / 歌 - 山野さと子、渡辺菜生子、沢田和猫
メモルとポピット達がわすれ草を探しているシーンに流れた挿入歌。
元はフォルテンが作った曲で、フォルテンは失敗作と称しているが、子供達は気に入っており、17話ではマリエルのピアノに合わせてメモルとポピット達が歌っている。36話ではメモルが赤ん坊のルーをあやすために歌う。
「しあわせいくつ」（登場話：12,14,15,41）
歌詞 - 松島みのる / 作曲 - 藤原いくろう / 編曲 - 青木望 / 歌 - 山野さと子
フォルテンが地球に不時着したばかりの頃に仲間のために歌って聞かせた子守歌。
12話ではマリエルのピアノとポピットのヴァイオリンで奏でられた曲として登場。15話ではスキャットとして流れる他、41話ではリルル星の行事ほほえみがえしの時にヴァイオリンとピアノの二重奏が流れる。
「リュックマンのテーマ」（登場話：13,29,31,33,43,49）
歌詞 - 雪屋俊一 / 作曲 - 藤原いくろう / 編曲 - 青木望 / 歌 - 古川登志夫
13,33,43,49話ではリュックマンがハーモニカで奏でる曲として登場。29話ではサンロワーヌへ行ったきりのメモルへ送り届けるため、リュックマンの歌をレコード（サンロワーヌに向かう前にマリエルがリルル村に届けたもの）に記録したもの。ポピット達がカセットを落としてしまったが、サモア村のベルモントが放送局へと届けたため、ラジオで流される。
43話では片思いの女性、ミモザの結婚式を遠くから見届けた後に旅立った際に流れた。49話では、様々な町でハーモニカを奏でており、町の少年やシンシアなどがその曲を聴いている。また、リュックマン捜索のため、グレイスがピアノで演奏している。
「パラソルふってパラルラン」（登場話：20）
歌詞 – 松島みのる / 作曲 - 古田喜昭 / 編曲 - 青木望 / 歌 - 山野さと子
第20話の終盤に流れた歌。
「風の手紙」（登場話：21,25,29）
歌詞 – 佐藤ありす / 作曲 - 古田喜昭 / 編曲 - 青木望 / 歌 - 山野さと子
第21話で流れた挿入歌であり、第25話のサブタイトルと同じ名前。メモルがいつも聞いていた曲であり、第25話ではマリエルがサンロワーヌの街でさまよっているメモルのことを思って講堂のピアノで奏でた。退学寸前であったマリエルだが、この曲を聞いていた院長先生の計らいにより、退学を免れた。
29話ではリルル村に向けたラジオメッセージとして、メモルとマリエルの歌った歌が流れた。
「どっちが好き」（登場話：22）
歌詞 – 雪屋俊一、佐藤ありす / 作曲 - 古田喜昭 / 編曲 - 青木望 / 歌 - 山野さと子
第22話で流れた挿入歌。
「メモルのおえかきうた」（登場話：22）
歌詞 – 蟻賀徹 / 作曲 - 古田喜昭 / 編曲 - 青木望 / 歌 - 安田あきえ / セリフ – 渡辺菜生子、安田あきえ
37話でマリエルが絵を描きながら歌った歌。
「ワタポコのうた」（登場話：39）
歌詞 – 雪室俊一 / 作曲 - 古田喜昭 / 編曲 - 田中公平 / 歌 - 渡辺菜生子、西原久美子
第39話でメモルのリルル村帰還の際に歌われた歌であり、行方知れずとなったポピット達を見付ける為にカセットから流れた曲でもある。
「金の星ふります」（登場話：40）
歌詞 – 雪室俊一 / 作曲 – 青木望 / 編曲 – 青木望 / 歌 - 山野さと子
第40話のサブタイトルと同じ題名の曲。マリエルとオスカーがリルル村に招かれ向かう道中に流れる曲で、クリスマスをイメージしたもの。

## 各話リスト
第1話 - 第28話は毎週土曜 19:00 - 19:30、第29話 - 第50話（最終回）は毎週日曜 8:30 - 9:00にそれぞれ放映。第29話の冒頭では、それまでのあらすじが紹介された。
| 話数 | 放送日        | サブタイトル                  | 脚本     | （絵コンテ） 演出     | 作画監督   | 美術            |
| ---- | ------------- | ----------------------------- | -------- | --------------------- | ---------- | --------------- |
| 1    | 1984年 3月3日 | 星から来たおしゃまなチビ      | 雪室俊一 | 葛西治                | 尾鷲英俊   | 土田勇          |
| 2    | 3月10日       | まだこんにちはも言わないのに… | 雪室俊一 | （笠井由勝） 貝沢幸男 | 鈴木欽一郎 | 土田勇          |
| 3    | 3月17日       | 赤いリボンの小さなヘビ        | 雪室俊一 | （設楽博） 佐藤順一   | 西城隆詞   | 土田勇          |
| 4    | 3月24日       | 地球でさいしょのお友だち      | 朝倉千筆 | 永丘昭典              | 鈴木欽一郎 | 坂本信人        |
| 5    | 3月31日       | どうしてお腹がすくのかな?     | 朝倉千筆 | 佐藤順一              | 只野和子   | 土田勇          |
| 6    | 4月7日        | ポシェットの中のポシェット    | 雪室俊一 | 久岡敬史              | 姫野美智   | 坂本信人        |
| 7    | 4月14日       | うらないなんて信じない!       | 雪室俊一 | 葛西治                | 尾鷲英俊   | 土田勇          |
| 8    | 4月21日       | 思い出のペンダント            | 朝倉千筆 | 笠井由勝              | 青山充     | 坂本信人        |
| 9    | 4月28日       | マリエルの目玉焼              | 雪室俊一 | 貝沢幸男              | 及川博史   | 土田勇          |
| 10   | 5月5日        | みんなそろって忘れ草          | 雪室俊一 | 佐藤順一              | 名倉靖博   | 坂本信人        |
| 11   | 5月12日       | おしゃべりオルゴール          | 朝倉千筆 | 久岡敬史              | 只野和子   | 土田勇          |
| 12   | 5月19日       | ぬすまれたマリエルのピアノ    | 雪室俊一 | 葛西治                | 姫野美智   | 坂本信人        |
| 13   | 5月26日       | みんなマジメに綱引き大会      | 雪室俊一 | 笠井由勝              | 小松原一男 | 土田勇          |
| 14   | 6月2日        | 屋根をとったら音楽会          | 鈴木悦夫 | 貝沢幸男              | 及川博史   | 坂本信人        |
| 15   | 6月16日       | あくびをしたお人形            | 雪室俊一 | 佐藤順一              | 青山充     | 土田勇          |
| 16   | 6月30日       | いつか白い馬に乗って          | 鈴木悦夫 | 久岡敬史              | 名倉靖博   | 坂本信人        |
| 17   | 7月7日        | とんがり帽子が消えちゃった    | 雪室俊一 | 葛西治                | 只野和子   | 土田勇          |
| 18   | 7月14日       | 森のむこうの宇宙人            | 鈴木悦夫 | 笠井由勝              | 姫野美智   | 坂本信人        |
| 19   | 7月21日       | 眠れないのは大人のしるし?     | 雪室俊一 | 佐藤順一              | 小松原一男 | 土田勇          |
| 20   | 7月28日       | パラソルなくして友だちできた  | 鈴木悦夫 | 久岡敬史              | 野部駿夫   | 坂本信人        |
| 21   | 8月4日        | 地球で二番目のお友だち        | 雪室俊一 | （葛西治） 貝沢幸男   | 青山充     | 土田勇          |
| 22   | 8月11日       | デートなんて大きらい!!        | 雪室俊一 | 佐藤順一              | 及川博史   | 坂本信人        |
| 23   | 8月18日       | さよならマリエル!             | 鈴木悦夫 | 久岡敬史              | 只野和子   | 土田勇          |
| 24   | 8月25日       | マリエルたずねて冒険旅行      | 雪室俊一 | 葛西治                | 姫野美智   | 坂本信人        |
| 25   | 9月1日        | 二人を結ぶ風の手紙            | 雪室俊一 | 佐藤順一              | 小松原一男 | 土田勇          |
| 26   | 9月8日        | ひとりぼっちのメモル          | 鈴木悦夫 | 久岡敬史              | 野部駿夫   | 土田勇          |
| 27   | 9月15日       | 顔はマリエル声はあたし        | 雪室俊一 | 貝沢幸男              | 青山充     | 坂本信人        |
| 28   | 9月22日       | あこがれのベルナール先生      | 高木良子 | 葛西治                | 及川博史   | 土田勇          |
| 29   | 10月7日       | 歌の手紙をラジオにのせて      | 雪室俊一 | 佐藤順一              | 只野和子   | 坂本信人        |
| 30   | 10月14日      | 幕があいたら小さなスター      | 雪室俊一 | 久岡敬史              | 姫野美智   | 土田勇          |
| 31   | 10月21日      | リュックマン旅に出る          | 雪室俊一 | 葛西治                | 小松原一男 | 坂本信人        |
| 32   | 10月28日      | あたしは星空のバレリーナ      | 鈴木悦夫 | 佐藤順一              | 野部駿夫   | 土田勇          |
| 33   | 11月4日       | リルル村から電話の便り        | 雪室俊一 | 久岡敬史              | 青山充     | 坂本信人        |
| 34   | 11月11日      | 恋をしちゃったメモル          | 雪室俊一 | 設楽博                | 及川博史   | 土田勇          |
| 35   | 11月18日      | 白い木の実の秘密              | 鈴木悦夫 | 貝沢幸男              | 只野和子   | 坂本信人        |
| 36   | 11月25日      | 小さなママと大きな赤ちゃん    | 雪室俊一 | 葛西治                | 姫野美智   | 土田勇          |
| 37   | 12月2日       | 幸せのともしび                | 高木良子 | 佐藤順一              | 小松原一男 | 坂本信人        |
| 38   | 12月9日       | 帰ってきたメモル              | 雪室俊一 | 久岡敬史              | 野部駿夫   | 土田勇          |
| 39   | 12月16日      | 盗まれたポピット              | 雪室俊一 | 設楽博                | 及川博史   | 坂本信人        |
| 40   | 12月23日      | 金の星降ります                | 雪室俊一 | 葛西治                | 只野和子   | 土田勇 伊藤岩光 |
| 41   | 12月30日      | 今年一番の思い出              | 鈴木悦夫 | 佐藤順一              | 姫野美智   | 坂本信人        |
| 42   | 1985年 1月6日 | 村の名看護婦さん              | 鈴木悦夫 | 久岡敬史              | 野部駿夫   | 伊藤岩光        |
| 43   | 1月13日       | 愛のキューピッド              | 雪室俊一 | 設楽博                | 小松原一男 | 坂本信人        |
| 44   | 1月20日       | ポピットが家出!?              | 鈴木悦夫 | 貝沢幸男              | 名倉靖博   | 伊藤岩光        |
| 45   | 1月27日       | さよならは大嫌い              | 雪室俊一 | 葛西治                | 青山充     | 坂本信人        |
| 46   | 2月3日        | お家がつぶれる!               | 雪室俊一 | 佐藤順一              | 只野和子   | 伊藤岩光        |
| 47   | 2月10日       | グレースの秘密                | 雪室俊一 | 久岡敬史              | 姫野美智   | 坂本信人        |
| 48   | 2月17日       | マリエル、笑って!             | 高木良子 | 葛西治                | 小松原一男 | 伊藤岩光        |
| 49   | 2月24日       | リュックマンを探せ!           | 雪室俊一 | 貝沢幸男              | 青山充     | 伊藤岩光        |
| 50   | 3月3日        | さようならメモル              | 雪室俊一 | 久岡敬史              | 野部駿夫   | 坂本信人        |

## 放送局
放送日時は個別に出典が掲示してあるものを除き、1985年2月時点、放送系列は放送当時のものとする。
| 放送地域       | 放送局             | 放送系列                                     | 放送日時                                                                 | 備考                                     |
| -------------- | ------------------ | -------------------------------------------- | ------------------------------------------------------------------------ | ---------------------------------------- |
| 近畿広域圏     | 朝日放送           | テレビ朝日系列                               | 土曜 19:00 - 19:30 （1984年9月まで） 日曜 8:30 - 9:00 （1984年10月以降） | 制作局、現・朝日放送テレビ。             |
| 北海道         | 北海道テレビ       | テレビ朝日系列                               | 土曜 19:00 - 19:30 （1984年9月まで） 日曜 8:30 - 9:00 （1984年10月以降） |                                          |
| 宮城県         | 東日本放送         | テレビ朝日系列                               | 土曜 19:00 - 19:30 （1984年9月まで） 日曜 8:30 - 9:00 （1984年10月以降） |                                          |
| 福島県         | 福島放送           | テレビ朝日系列                               | 土曜 19:00 - 19:30 （1984年9月まで） 日曜 8:30 - 9:00 （1984年10月以降） |                                          |
| 関東広域圏     | テレビ朝日         | テレビ朝日系列                               | 土曜 19:00 - 19:30 （1984年9月まで） 日曜 8:30 - 9:00 （1984年10月以降） |                                          |
| 新潟県         | 新潟テレビ21       | テレビ朝日系列                               | 土曜 19:00 - 19:30 （1984年9月まで） 日曜 8:30 - 9:00 （1984年10月以降） |                                          |
| 静岡県         | 静岡けんみんテレビ | テレビ朝日系列                               | 土曜 19:00 - 19:30 （1984年9月まで） 日曜 8:30 - 9:00 （1984年10月以降） | 現・静岡朝日テレビ。                     |
| 中京広域圏     | 名古屋テレビ       | テレビ朝日系列                               | 土曜 19:00 - 19:30 （1984年9月まで） 日曜 8:30 - 9:00 （1984年10月以降） |                                          |
| 広島県         | 広島ホームテレビ   | テレビ朝日系列                               | 土曜 19:00 - 19:30 （1984年9月まで） 日曜 8:30 - 9:00 （1984年10月以降） |                                          |
| 香川県・岡山県 | 瀬戸内海放送       | テレビ朝日系列                               | 土曜 19:00 - 19:30 （1984年9月まで） 日曜 8:30 - 9:00 （1984年10月以降） |                                          |
| 福岡県         | 九州朝日放送       | テレビ朝日系列                               | 土曜 19:00 - 19:30 （1984年9月まで） 日曜 8:30 - 9:00 （1984年10月以降） |                                          |
| 鹿児島県       | 鹿児島放送         | テレビ朝日系列                               | 土曜 19:00 - 19:30 （1984年9月まで） 日曜 8:30 - 9:00 （1984年10月以降） |                                          |
| 岩手県         | テレビ岩手         | 日本テレビ系列                               | 金曜 17:30 - 18:00                                                       |                                          |
| 秋田県         | 秋田テレビ         | フジテレビ系列 テレビ朝日系列                | 火曜 17:30 - 18:00                                                       | 1986年11月4日まで放送                    |
| 山形県         | 山形テレビ         | フジテレビ系列                               | 火曜 16:30 - 17:00                                                       |                                          |
| 山梨県         | 山梨放送           | 日本テレビ系列                               | 平日 6:15 - 6:45                                                         | 本放送終了後、1990年頃に放送。           |
| 長野県         | 信越放送           | TBS系列                                      | 火曜 16:00 - 16:35                                                       | 1984年3月27日から8月28日まで放送。       |
| 長野県         | テレビ信州         | 日本テレビ系列 テレビ朝日系列                | 日曜 8:30 - 9:00                                                         | 1984年10月7日から放送。                  |
| 富山県         | 富山テレビ         | フジテレビ系列                               | 木曜 16:50 - 17:20                                                       | 1984年6月28日から1985年6月6日まで放送。  |
| 石川県         | 石川テレビ         | フジテレビ系列                               | 土曜 8:00 - 8:30                                                         | 1984年3月31日から1985年3月30日まで放送。 |
| 鳥取県・島根県 | 日本海テレビ       | 日本テレビ系列                               | 月曜 19:00 - 19:30 （1984年9月まで） 日曜 8:30 - 9:00 （1984年10月以降） |                                          |
| 愛媛県         | 愛媛放送           | フジテレビ系列                               | 月曜 17:25 - 17:55 （1984年11月12日まで） 日曜 8:00 - 8:30               | 現・テレビ愛媛。                         |
| 高知県         | 高知放送           | 日本テレビ系列                               | 水曜 17:30 - 18:00                                                       |                                          |
| 長崎県         | 長崎放送           | TBS系列                                      | 水曜 16:50 - 17:20                                                       | 1984年5月9日から放送                     |
| 熊本県         | テレビ熊本         | フジテレビ系列 テレビ朝日系列                | 火曜 17:30 - 18:00                                                       |                                          |
| 大分県         | テレビ大分         | フジテレビ系列 日本テレビ系列 テレビ朝日系列 | 金曜 17:30 - 18:00                                                       | 1984年4月27日から放送                    |

## 漫画
『月刊キャロル』（講談社）1984年3月号より連載開始。作者は高畑梨絵。
『キャロル』の休刊に伴い、1984年7月号で最終回となり、短期で終了となった。単行本化もされていない。

## 映画
1985年3月16日に「東映まんがまつり」の一作として公開された。脚本は雪室俊一、監督は佐藤順一。
内容はサンロアーヌでのメモルとマリエルの再会を描いたテレビアニメ版第24話から25話までを中心に再編集したものとなっている。
同時上映は『キン肉マン 正義超人vs古代超人』、『Gu-Guガンモ』、『電撃戦隊チェンジマン』の計3本。
2012年12月7日発売のDVD「復刻! 東映まんがまつり」に、同時上映全作品と共に収録されている。

## OVA
『とんがり帽子のメモル マリエルの宝石箱』（とんがりぼうしのメモル マリエルのほうせきばこ）のタイトルで、1985年7月21日にLD、VHSで発売された。
テレビアニメ版第7話、第10話、第25話、第40話を中心に再編集した総集編と、新作短編の『土田勇のマイメモル 光と風の詩』（つちだいさむのマイメモル ひかりとかぜのうた）が収録されている。新作短編の演出・美術監督は土田勇、作画監督は名倉靖博。
なお、LD版は約102分でLD版のみ「とんがり帽子のメモル 各話予告編集」（第2話の予告から第50話までの予告）が特典として収録されていた。

## 映像ソフト
- 2005年11月10日にテレビアニメ版、映画、OVAが収録されたDVD-BOXが発売。
- 単品のDVDは発売されていない。